# Panten
Panten település Németországban, Schleswig-Holstein tartományban. Lakosainak száma 669 fő (2023. december 31.). Panten Poggensee, Nusse, Kühsen, Lankau, Mölln, Alt Mölln és Bälau községekkel határos.

## Népesség
A település népességének változása:
| Lakosok száma | 502  | 638  | 662  | 648  | 656  | 669  |
|               | 1975 | 2017 | 2019 | 2021 | 2022 | 2023 |